# Lionel Bony de Castellane
Lionel Boniface de Castellane-Majastres (ur. 28 września 1891 w Gardegan-et-Tourtirac, zm. 29 listopada 1965 w Béziers) – francuski szermierz, medalista igrzysk olimpijskich.

## Życiorys
Uczestnik letnich igrzysk olimpijskich w 1920. 